# Diócesis de Mawlamyaing
La diócesis de Mawlamyaing (en latín: Dioecesis Maulamyinen(sis) y en birmano: မော်လမြိုင်သာသနာကို) es una circunscripción eclesiástica latina de la Iglesia católica en Birmania, sufragánea de la arquidiócesis de Yangón. La diócesis tiene al obispo Raymond Saw Po Ray como su ordinario desde el 22 de marzo de 1993.

## Territorio y organización
La diócesis tiene 40 960 km² y extiende su jurisdicción sobre los fieles católicos de rito latino residentes en la región de Tanintharyi y la parte centro meridional del estado Mon.
La sede de la diócesis se encuentra en la ciudad de Mawlamyaing (también llamada Mawlamyine y Moulmein), en donde se halla la Catedral de la Sagrada Familia.
En 2019 en la diócesis existían 13 parroquias.

## Historia
La diócesis fue erigida el 22 de marzo de 1993 con la bula Ad efficacius consulendum del papa Juan Pablo II, obteniendo el territorio de la arquidiócesis de Yangón.

## Estadísticas
De acuerdo con el Anuario Pontificio 2020 la diócesis tenía a fines de 2019 un total de 14 520 fieles bautizados.
| Año                                                                             | Población            | Población | Población      | Sacerdotes | Sacerdotes    | Sacerdotes    | Bautizados por sacerdote | Diáconos permanentes | Religiosos | Religiosos | Parroquias |
| Año                                                                             | Bautizados católicos | Total     | % de católicos | Total      | Clero secular | Clero regular | Bautizados por sacerdote | Diáconos permanentes | Varones    | Mujeres    | Parroquias |
| ------------------------------------------------------------------------------- | -------------------- | --------- | -------------- | ---------- | ------------- | ------------- | ------------------------ | -------------------- | ---------- | ---------- | ---------- |
| 1999                                                                            | 6856                 | 2 384 880 | 0.3            | 10         | 10            |               | 685                      |                      | 1          | 31         | 7          |
| 2000                                                                            | 7018                 | 2 441 738 | 0.3            | 11         | 11            |               | 638                      |                      | 2          | 33         | 7          |
| 2001                                                                            | 7192                 | 2 494 762 | 0.3            | 9          | 9             |               | 799                      |                      | 3          | 31         | 7          |
| 2002                                                                            | 7429                 | 2 544 657 | 0.3            | 12         | 12            |               | 619                      |                      | 6          | 32         | 7          |
| 2003                                                                            | 7614                 | 2 595 549 | 0.3            | 14         | 14            |               | 543                      |                      | 6          | 32         | 7          |
| 2004                                                                            | 7771                 | 2 621 889 | 0.3            | 16         | 16            |               | 485                      |                      | 6          | 35         | 8          |
| 2013                                                                            | 9657                 | 2 956 000 | 0.3            | 20         | 20            |               | 482                      |                      | 8          | 38         | 11         |
| 2016                                                                            | 10 312               | 1 417 313 | 0.7            | 26         | 26            |               | 396                      |                      | 2          | 44         | 13         |
| 2019                                                                            | 14 520               | 1 383 900 | 1.0            | 26         | 26            |               | 558                      |                      |            | 48         | 13         |
| Fuente: Catholic-Hierarchy, que a su vez toma los datos del Anuario Pontificio. |                      |           |                |            |               |               |                          |                      |            |            |            |

## Episcopologio
- Raymond Saw Po Ray, desde el 22 de marzo de 1993